# 默尔
默尔（法語：Meures，法語發音：[mœʁ]）是法国上马恩省的一个市镇，属于肖蒙区。

## 地理
默尔（48°11'35"N, 5°3'56"E）面积8.17 平方千米，位于法国大東部大區上马恩省，该省份为法国东北部内陆省份，北起马恩省和默兹省，西接奥布省，西南接科多尔省，东南接上索恩省，东临孚日省。
与默尔接壤的市镇（或旧市镇、城区）包括：阿内维尔拉普赖里、博洛涅、容什里、奥尔穆瓦-莱塞克斯方丹、塞克斯方丹。

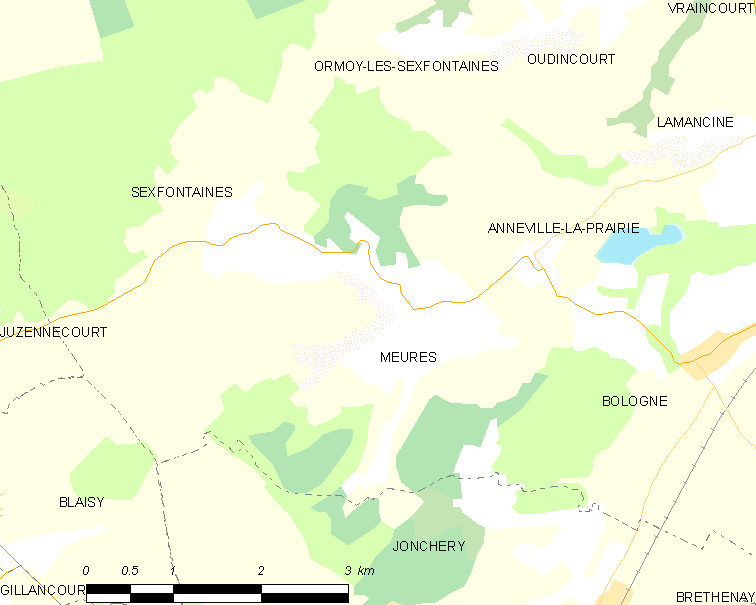
默尔的OSM定位图

默尔的时区为UTC+01:00、UTC+02:00（夏令时）。

## 行政
默尔的邮政编码为52310，INSEE市镇编码为52322。

## 政治
默尔所属的省级选区为博洛涅县。

## 人口

1962-2008年间默尔人口变化图示

默尔于2022年1月1日时的人口数量为131人。